# Коловаи
Колова́и (тонг. Kolovai) — деревня на Тонганском острове Тонгатапу. Её население по данным 2006 года составляло 4098 жителей.
Деревня известна лакалакой, которая является национальным танцем тонга. В округе поселка живут большие колонии тихоокеанских летучих мышей (Pteropus tonganus), разновидности семейства крылановых.